# Pascal Dion
Pascal Dion (Montréal, 8 augustus 1994) is een Canadees shorttracker en olympisch kampioen in die discipline. 

## Biografie
Dion werd geboren in Montréal in Franstalig Canada, waar shorttrack populairder is dan in andere delen van Canada, en begon op zesjarige leeftijd met de sport. Hij studeerde kinesiologie aan de Universiteit van Quebec en spreekt Frans, Engels en Mandarijn.
Dion nam voor Canada deel aan de Winteruniversiade 2015 in Granada, Spanje. In het seizoen 2015/16 maakte hij zijn debuut in de wereldbeker.
Dion nam voor Canada deel aan de Olympische Winterspelen 2018. Hij won daarbij een bronzen medaille met de aflossingsploeg op de 5000 meter. Naast Dion bestond deze ploeg uit Charle Cournoyer, Samuel Girard, Charles Hamelin en François Hamelin. Individueel reed hij de 1500 meter, waarop hij tiende werd.
Een maand later won Dion met dezelfde ploeg zilver op de aflossing tijdens de Wereldkampioenschappen shorttrack 2018 in zijn thuisstad Montréal. In 2020 werd zilver gewonnen op de aflossing tijdens de viercontinentenkampioenschappen, ook gehouden in Montréal.
Tijdens de wereldbeker 2016/17 won hij op de eerste 1000 meter zilver in Gangneung. In het seizoen 2018/19 won Dion met de aflossingsploeg zilver in Almaty en goud in Dresden waardoor Canada in de eindstand van de wereldbeker dat seizoen tweede werd. In het seizoen 2019/20 haalde de aflossingsploeg met Dion brons in Salt Lake City en goud in Dordrecht, maar eindigde de Canadezen niet op het podium in de eindstand. Bij de eerste drie wereldbekers in 2021 was Dion ook weer individueel goed voor eremetaal: brons op de 1000 meter in zowel Peking als Nagoya en zilver op zowel de 1000 als de 1500 meter in Debrecen, waardoor hij de wereldbeker over 1000 meter op zijn naam mocht schrijven. Tevens won Canada in dat seizoen de wereldbeker op de aflossing met Dion in de ploeg.
Tijdens de Olympische Winterspelen 2022 in Peking kwam Dion voor Canada als eerst in actie op de gemengde aflossing. Hij reed de kwartfinale en de halve finale, maar werd in de finale gepasseerd. Het Canadese team kreeg in die finale een penalty en won dus geen medaille. Individueel deed hij daarna mee aan de 1000 meter, maar werd in de kwartfinale door de Japanner Kazuki Yoshinaga ten val gebracht en was uitgeschakeld. Op de 1500 meter haalde hij de halve finale, maar werd daarin laatste. Op de laatste shorttrackdag stond de finale van de mannenaflossing op het programma, waarin de Canadezen (Dion, Ch. Hamelin, Steven Dubois en Jordan Pierre-Gilles, met Maxime Laoun als reserve) als eerste over de streep kwamen en het goud pakte. 
Tijdens de WK 2022 kort na de Olympische Spelen, behaalde Dion individueel de zilveren plak over 1500 meter. Door winst in de superfinale liet hij de concurrenten voor de zilveren medaille in het eindklassement, achter de ongrijpbare wereldkampioen Shaoang Liu, achter zich en verzekerde hij zich van die tweede plek overall. Hiermee verbeterde Dion ruimschoots zijn beste resultaat tot dan toe in het eindklassement op het WK van 2018. Met de aflossingsploeg voegde Dion er tijdens dat WK een derde medaille aan toe: brons. In november van dat jaar werden de tweede Viercontinentenkampioenschappen gehouden en Dion won zilver (1000 meter) en brons (500 meter).
Tijdens het WK 2023 in Seoel behaalde Dion een bronzen plak over 1500 meter.
1992: Kim, Lee, Mo, Song ·
1994: Carnino, Fagone, Herrnhof, Vuillermin ·
1998: Bédard, Campbell, Drolet, Gagnon ·
2002: Bédard, Gagnon, Guilmette, Tremblay, Turcotte ·
2006: Ahn, Lee, Seo, Song ·
2010: Bastille, Ch. Hamelin, F. Hamelin, Jean, Tremblay ·
2014: An, Grigorev, Jelistratov, Zacharov ·
2018: S. Liu, S.S. Liu, Knoch, Burján ·
2022: Ch. Hamelin, Dubois, Pierre-Gilles, Dion